# NGC 5836
NGC 5836 est une galaxie spirale barrée située dans la constellation de la Petite Ourse. Sa vitesse par rapport au fond diffus cosmologique est de 7 178 ± 22 km/s, ce qui correspond à une distance de Hubble de 105,9 ± 7,4 Mpc (∼345 millions d'al). NGC 5836 a été découverte par l'astronome germano-britannique William Herschel en 1785.
La classe de luminosité de NGC 5836 est II. De plus, c'est une galaxie du champ, c'est-à-dire qu'elle n'appartient pas à un amas ou un groupe et qu'elle est donc gravitationnellement isolée.
En raison d'une brillance de surface égale à 14,10 mag/am2, on peut qualifier NGC 5836 de galaxie à faible brillance de surface (LSB en anglais pour low surface brightness). Les galaxies LSB sont des galaxies diffuses (D) avec une brillance de surface inférieure de moins d'une magnitude à celle du ciel nocturne ambiant.